# 왕이 (정치인)
왕이(중국어: 王毅, 병음: Wáng Yì, 왕의, 1953년 10월 19일 ~ )는 중화인민공화국의 정치인, 외교관이다. 중화인민공화국 외교부 부부장, 중국 공산당 제17기, 18기 중앙위원, 일본 주재 중화인민공화국 대사 등을 역임하였다. 2013년부터 2022년까지 제11대 중화인민공화국 외교부장을 맡았다. 2023년 중국 공산당 외사판공실 주임이 되었으며, 7월 겸직으로 외교부장에 다시 임명되었다.

## 어린 시절
베이징에서 태어난 왕이는 1969년 9월 고등학교를 졸업한 후 둥베이의 헤이룽장성으로 갔다. 그는 헤이룽장성에서 8년 동안 둥베이 문혁 건설 중국인민해방군 육군 군단에서 복무하였다.
1977년 12월 베이징으로 돌아가 같은 해 베이징제2외국어대학에서 일본어를 전공하여 1982년 2월 졸업하였다. 이어 난카이대학에서 경제학 석사 학위를, 중국 외교학원에서 국제관계학 박사 학위를 취득했다.
왕이의 부인은 공산주의자 저우언라이의 비서였던 첸자둥의 딸이다.

## 경력

### 초기 경력
대학 졸업에 이어 왕이는 중화인민공화국 외교부의 아시아국으로 보내져 외교관으로서 자신의 경력을 시작하였다. 1989년 9월 일본 주재 중화인민공화국 대사관으로 보내져 거기서 5년 동안 근무하였다. 1994년 3월 귀국할 때 왕이는 외교부의 아시아국의 부국장으로 임명되었으며 다음해 국장으로 승진하였다.
1997년 8월부터 1998년 2월까지 왕이는 미국 조지타운 대학의 정치학과에서 수학하기도 했으며 이어 난카이 대학에서 경제학 석사 학위를 취득했다.
1999년 9월부터 왕이는 중화인민공화국의 외교학원에서 국제관계를 공부하고 박사 학위를 취득하였다. 2001년 2월 그는 중국 공산당 아시아 부문의 외교부의 부부장으로 승진하였다. 그는 당시 중국 공산당의 최연소 부부장이었다.
2004년 9월 왕이는 일본 주재 중화인민공화국 대사로 임명되어 2007년 9월까지 그 직에 있었다. 2008년 6월 그는 천윈린의 뒤를 이어서 타이완 중화민국의 정세를 탐측하는 부문의 국장으로 있었다.
왕이는 2007년과 2012년 사이에 중국공산당 제17차 중앙위원회의 위원에 임명되었고 이후로 18차 위원회의 위원을 역임하였다.

### 외교부장

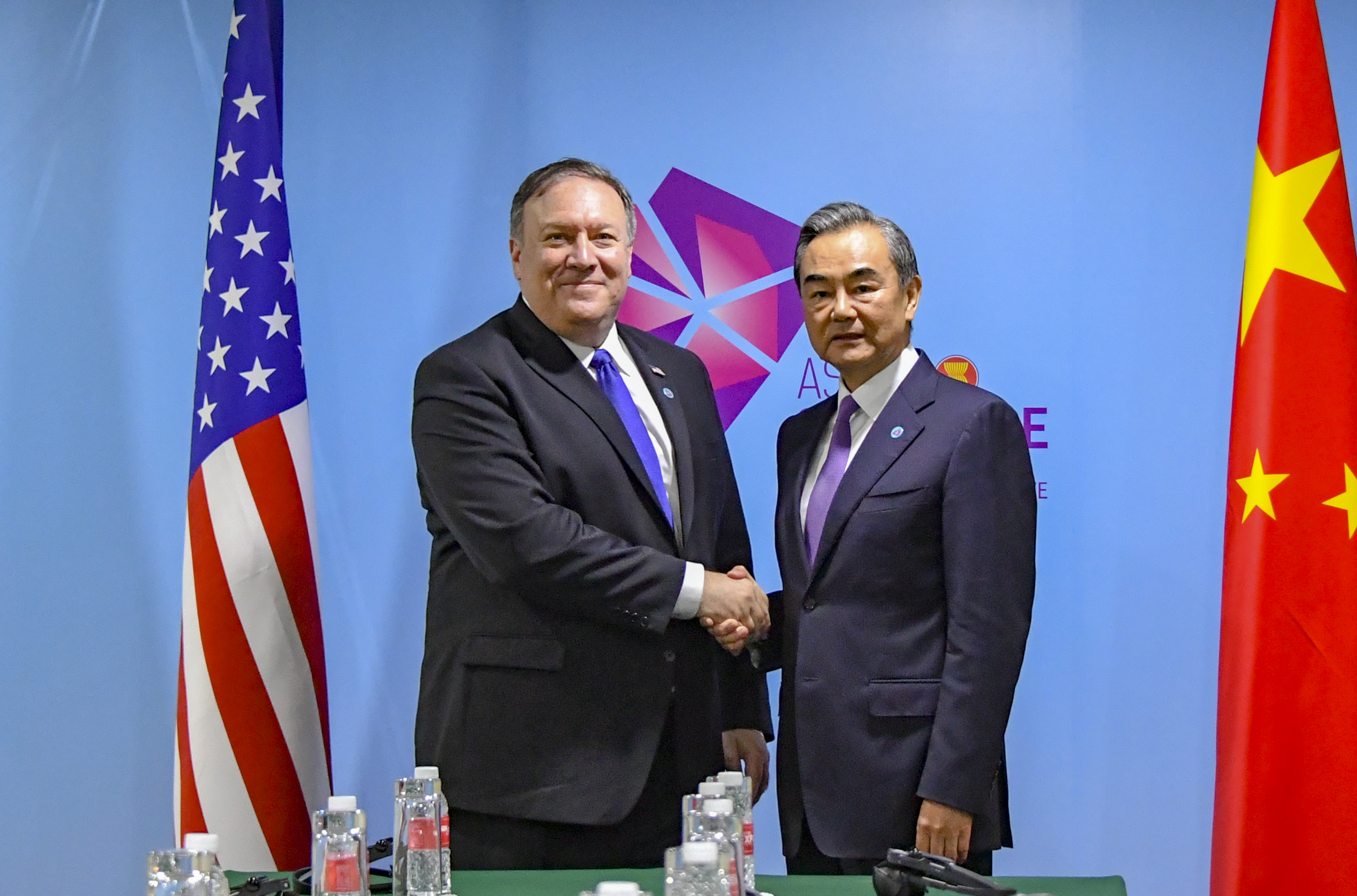
마이크 폼페오 국무장관과 함께

#### 임명
2013년 3월 16일 왕이는 의회에 의하여 찬성된 후 제11대 외교부장으로 임명되었다.

#### 중동 중재
2013년 12월 이스라엘과 팔레스타인 자치 정부를 방문하는 데 왕이는 중요한 중동 방문을 창시하였다. 그는 "전쟁은 문제를 해결하지 않는다. 폭력은 증오를 늘인다. 평화 회담들이 알맞고 단 하나의 방법이다."라고 말하면서 양국의 지도자들과 함께 이란과 핵무기 동의서와 지속된 평화 회담의 중요성을 논의하였다.

#### 중화인민공화국-아랍 정상 회의
2014년 6월 베이징에서 열린 중화인민공화국과 아랍 세계 사이의 정상 회의가 있는 동안에 왕이는 자신의 소말리아인 상대 압디라흐만 두알레 베일레를 만나 양국간 쌍무 협동을 논의하였다. 회의는 중국 외교부 중심지에서 개최되었고 무역, 안전과 재건에 초점을 맞추었다. 논쟁들 중에는 소말리아에서 이행된 중화인민공화국의 다양한 개발 기획들이다. 베일레는 또한 새로운 고용 기회들을 창조하는 데 취급할 소말리아를 위한 중화인민공화국의 성원을 넓히는 데 그들의 권위들이 예정되었다고 지시하였다. 추가적으로 왕이는 평화를 세우는 노력들에 소말리아의 연방 정부를 권하였다. 그는 양쪽의 영토들 사이에 역사적으로 가까운 외교적 인연을 같이 다시 확인을 하여 1960년 중화인민공화국의 초기 소말리아 공화국 인정과 중화인민공화국이 유엔 안전 보장 이사회의 상임이사국으로 유지하는 것을 도운 소말리아의 이어서 캠페인을 소생시켰다.

### 캐나다의 저널리스트 사건
2016년 6월 1일 오타와에서 캐나다의 외무장관 스테판 디옹과 공동 뉴스 회견이 있는 동안에 왕이는 온라인 뉴스 사이트 아이폴리틱스의 캐나다인 기자 어맨더 코널리가 중화인민공화국에서 인권에 관한 의문점에 "당신의 의문은 중화인민공화국에 편견으로 꽉차있고 내가 어디인지 모르는 곳에서 온 거만입니다. 이것은 전체로 봐서 나에게 받아질 수 없는 일입니다"라고 대답하였다.